# Sara Renner
Sara Renner, né le 10 avril 1976 à Golden, est une fondeuse Canadienne. 

## Biographie
Elle débute en Coupe du monde en 1996 et remporte son premier podium individuel (3e place) le 11 décembre 2005 à Vernon. Quelques mois auparavant, elle avait remporté la médaille de bronze du sprint aux Championnats du monde d'Oberstdorf. En 2006, elle est médaillée d'argent aux Jeux olympiques de Turin du sprint par équipes avec Beckie Scott. Elle se retire de la compétition après les Jeux de Vancouver 2010.
Afin de ramasser des fonds pour l'équipe canadienne féminine de ski nordique, Renner, avec ses coéquipières Beckie Scott, Milaine Thériault, Jaime Fortier et Amanda Fortier posent nues dans le calendrier « Nordic Nudes ».
Elle est la femme de Thomas Grandi, skieur alpin.

## Palmarès

### Jeux olympiques
| Édition / Épreuve   | Sprint | 5 km | 10 km | 15 km | Poursuite 2 × 7,5 km | 30 km | Relais 4 × 5 km | Sprint par équipes |
| Nagano 1998         |        | 74e  |       |       | 64e                  | 54e   | 16e             |                    |
| Salt Lake City 2002 | 9e     |      | 13e   |       | 17e                  |       | 8e              |                    |
| Turin 2006          | 16e    |      | 8e    |       | 16e                  |       | 10e             | Argent             |
| Vancouver 2010      | 34e    |      |       |       | 10e                  | 15e   |                 | 7e                 |

### Championnats du monde
- Médaille de bronze du sprint en 2005.

### Coupe du monde
- Meilleur classement général : 10e en 2006
  - Meilleur classement en distance : 15e en 2006
  - Meilleur classement en sprint : 11e en 2006
- 5 podiums dans des épreuves de coupe du monde : 
  - 1 podium en épreuve par équipe, une 2e position
  - 4 podiums en épreuve individuelle dont une 2e position

 Dernière mise à jour le 6 février 2010 